# Raúl Alcalá
Raúl Alcalá Gallegos (Monterrey, Nuevo León, 3 de marzo de 1964) es un exciclista mexicano, profesional entre los años 1986 y 1994, durante los cuales consiguió 32 victorias.
Fue el primer ciclista mexicano en participar de una Gran Vuelta, corriendo en el Tour de Francia de 1986. Fue 8.º en 1989 y 1990, y 9.º en 1987, donde logró ser el campeón de los jóvenes, consiguiendo además dos victorias de etapa en la carrera francesa (una en 1989 y la otra en 1990). 
A los 44 años decidió reaparecer en el ciclismo profesional por una sola vez en la Vuelta a Chihuahua, diez años después de su retirada.
Desde el retiro de Alcalá, el ciclismo en México se había quedado huérfano de triunfos y actuaciones destacadas en el plano internacional hasta la década del 2000, en la cual Julio Pérez logró destacarse corriendo en el Giro de Italia.
En el año 2025 Isaac del Toro, ciclista de Ensenada, Baja California, logró hacerse con la camiseta de líder de la carrera y ganó la etapa 17 del Giro de Italia, después de haberse mantenido ya en esta posición de líder durante 9 etapas.

## Palmarés
| 1986 - 1 etapa de Coors Classic - 1 etapa deRedlands Bicycle Classic 1987 - 1 etapa del Giro del Trentino - Clasificación de jóvenes del Tour de Francia - Coors Classic, más 3 etapas 1989 - Vuelta a México, más 4 etapas - 1 etapa del Tour de Francia 1990 - Vuelta a México, más 2 etapas - 1 etapa del Tour de Francia - Vuelta a Asturias, más 1 etapa - Tour de Trump, más 2 etapas | 1991 - 1 etapa de la Vuelta al País Vasco 1992 - Clásica de San Sebastián - 1 etapa de la Semana Catalana 1993 - 2 etapas de la Dauphiné Libéré - 1 etapa de la Vuelta a Burgos - Tour DuPont, más 1 etapa 1994 - Vuelta a México, más 1 etapa - 1 etapa del Tour DuPont 2010 - Campeonato de México en Contrarreloj |

## Resultados en Grandes Vueltas
| Carrera         | 1986  | 1987 | 1988 | 1989 | 1990 | 1991 | 1992 | 1993 | 1994 |
| --------------- | ----- | ---- | ---- | ---- | ---- | ---- | ---- | ---- | ---- |
| Giro de Italia  | -     | -    | 14º  | -    | -    | -    | -    | -    | Ab.  |
| Tour de Francia | 114.º | 9º   | 20º  | 8.º  | 8.º  | Ab.  | 21.º | 27.º | 70.º |
| Vuelta a España | -     | -    | -    | -    | -    | 7º   | 8º   | -    | -    |

Ab. = Abandono

## Equipos
- 7-Eleven (1986-1988)
- PDM (1989-1992)
- WordPerfect (1993)
- Motorola (1994)
- Team GT (1998)
- Rica Burger (2008)